# خاندان توئویاما
خاندان توئویاما (به ژاپنی: 遠山氏 とおやまし)، یکی از خاندان‌های ژاپنی سامورایی و کازوکو بود. این خاندان در اواخر دوره هی‌آن شروع شد. زمانی که کاتو کاگه‌کادو به عنوان رئیس توئویاما در ولایت مینو منصوب شد و پسر بزرگش توئویاما کاگه‌تومو نام خانوادگی توئویاما را به خود گرفت.